# Fakaofo
Fakaofo (vroeger ook wel Bowditch Island) is een van de drie atollen van Tokelau en vormt daarmee ook een van de drie bestuurlijke deelgebieden van de archipel, naast Atafu en Nukunonu. Het heeft een landoppervlakte van 3 km² en bestaat uit 62 koraaleilandjes of motu. Met 490 inwoners (2011) is Fakaofo het meest bevolkte atol van Tokelau.

## Geografie

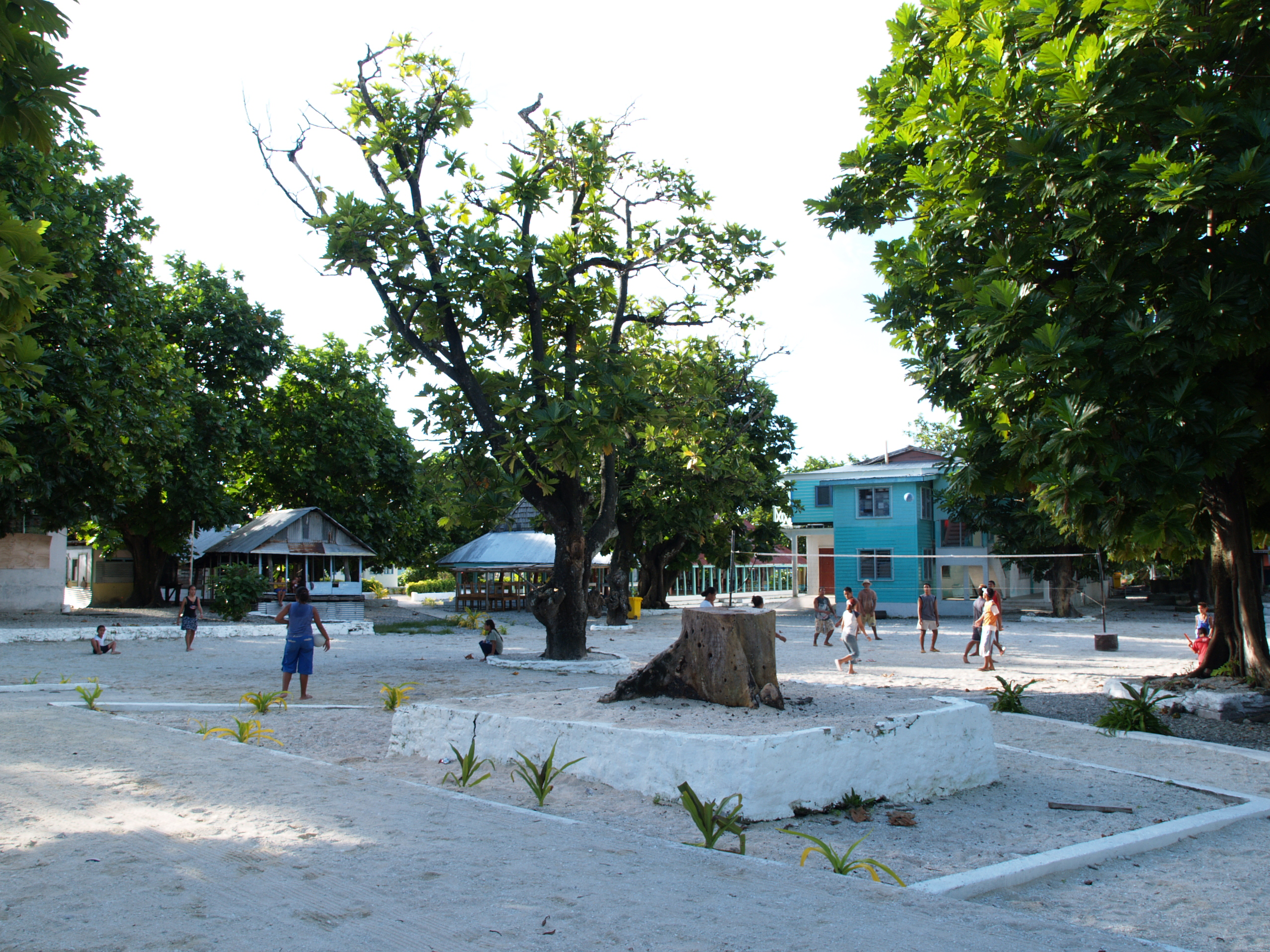
Het centrale plein van het dorp Fakaofo op Fenua Fala

Fakaofo heeft een oppervlakte van 3 km² en is daarmee groter dan Atafu en kleiner dan Nukunonu. Het atol, dat bestaat uit 62 koraaleilanden rond een lagune met een oppervlak van 45 km², is het zuidelijkste en oostelijkste van de drie atollen van Tokelau. Ten zuiden ervan ligt het Amerikaans-Samoaanse (maar geografisch en cultureel Tokelause) eiland Swains; ten oosten de Cookeilanden. Van de 62 eilandjes zijn enkel Fenua Fala en Fale bewoond. Het bijzonder dichtbevolkte Fale is slechts 0,045 km² groot maar telt veruit de meeste inwoners; de bestuursgebouwen alsook het post- en politiekantoor, het transportbureau en de winkel zijn er gevestigd. De nederzetting Fakaofo op Fenua Fala, 1,6 km ten noordwesten van Fale, werd pas in 1960 gebouwd als oplossing voor de almaar groeiende bevolking; hier liggen school, ziekenhuis en het kantoor van het nationale telecommunicatiebedrijf Teletok.

### Eilanden
De volgende eilanden maken deel uit van Fakaofo (bewoonde eilanden vet):
- Akegamutu
- Avaono
- Falatutahi
- Fale
- Fenua Fala, westelijkst
- Fenua Loa, zuidelijkst
- Fugalei
- Hakea
- Hakea Mahaga
- Heketai
- Hugalu
- Kaivai
- Kapiomotu
- Kauahua O Tanifa
- Kavivave
- Lapa
- Logotaua
- Manuafe
- Manumea
- Matakitoga
- Metu
- Motu Akea
- Motu Iti
- Motuloa
- Motu Pelu
- Mulifenua, noordelijkst
- Niue
- Nukuheheke
- Nukulakia
- Nukumahaga Iti
- Nukumahaga Lahi
- Nukumatau
- Ofuna
- Olokalaga
- Otafi Lahi
- Otafi Loa
- Otafi Loto
- Otano
- Pagai
- Palea
- Pataliga
- Pukava
- Tafolaelo
- Talapeka
- Te Afua Tau Lua
- Te Afua Tau Tahi
- Te Kau Afua O Humu
- Te Lafu, oostelijkst
- Te Loto
- Tenki
- Te Papaloa
- Vaiaha
- Vini
- elftal andere eilanden

## Demografie en godsdienst

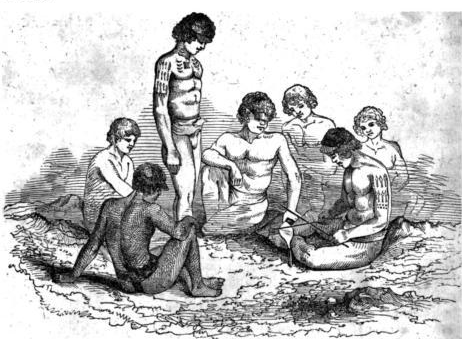
Inheemse eilanders (gravure op basis van een tekening van Alfred Thomas Agate)

Met 490 inwoners (2011) is Fakaofo het meest bevolkte atol van Tokelau, tot enkele jaren geleden was dit nog Atafu, dat in 2006 nog 524 inwoners telde. 70% van de eilanders hangt het congregationalisme aan, een overige 22% is rooms-katholiek. Er zijn in totaal drie kerken op het atol.

## Politiek
Net zoals op Atafu en Nukunonu wordt er elke drie jaar een faipule, een soort chef, gekozen, die zijn atol als minister vertegenwoordigt op nationaal niveau en gedurende een jaar van zijn ambtstermijn ook premier (Ulu-o-Tokelau) van het hele territorium is. De huidige faipule is Foua Toloa, die momenteel ook de functie van Tokelaus premier uitoefent en als dusdanig ook minister van Buitenlandse Zaken, minister voor het Tokelaus Parlement en Kabinet, minister van Jeugd, Sport, Cultuur en Vrouwenzaken, minister van Nationale Publieke Dienstverlening, minister van Justitie en minister van Uitzendingen (i.c. radio) is. Aangezien het Tokelaus parlement, de Fono, steeds gevestigd is op het atol waar de premier resideert, bevindt deze zich momenteel op Fakaofo — zij komt een drie- of viertal keer per jaar bijeen gedurende drie tot vier dagen.
Naast een faipule is er ook een burgemeester of pulenuku, dat is momenteel Tinielu Tuumuli. Net zoals Toloa werd Tuumuli in februari 2011 voor het laatste herkozen. Ook de pulenuku is automatisch lid van de zeskoppige regering of Raad voor het Doorgaand Bestuur van Tokelau, maar heeft geen portefeuille. De Raad der Ouderen (Taupulega) ten slotte is de hoogste autoriteit, men wordt erin uitgenodigd als lid zodra men de leeftijd van zestig jaar bereikt.
Fakaofo heeft zeven vertegenwoordigers in het parlement.

## Vervoer

### Internationaal en interinsulair
Net zoals de rest van Tokelau is Fakaofo vanuit het buitenland uitsluitend bereikbaar per boot vanuit de Samoaanse hoofdstad Apia, die enkele honderden kilometers ten zuiden van Tokelau ligt en waar een internationale luchthaven is die rechtstreeks verbonden is met Australië (Brisbane en Sydney), Fiji (Nadi), Nieuw-Zeeland (Auckland) en de Verenigde Staten (Honolulu). De MV Tokelau en enkele andere schepen verzorgen circa tweemaal per maand de verbinding; de data staan vermeld op de webstek van de Tokelause regering. Deze boten vervoeren zowel vracht als passagiers. Na circa 27 uur wordt Fakaofo als eerste bereikt; een retourticket voor de trip kost ongeveer 260 euro. Aangezien de drie atollen telkens alle drie na elkaar worden aangedaan is deze route eveneens de enige verbinding met Atafu en Nukunonu. Aanmeren gebeurt voor de kust van Fale, aangezien daar een smalle toegang voor sloepen uit het koraal is gehakt.
De Tokelause regering klaagt al jaren over de erbarmelijke staat waarin de MV Tokelau verkeert. Om financiële redenen hebben de Nieuw-Zeelandse autoriteiten altijd weigerachtig gestaan tegenover de aankoop of het leasen van een recenter schip. Tegenwoordig is er echter sprake van het verkopen van de MV Tokelau, en omstreeks 2011 zou er een nieuwe veerdienst worden ingelegd.
Ook van een luchthaven is al langer sprake, deze zou bij voorkeur op of nabij Fenua Fala komen te liggen. Het Tokelaus parlement heeft kenbaar gemaakt het idee van een luchtverbinding tussen Apia en Tokelau te ondersteunen, maar er moet nog een grondig onderzoek komen naar de haalbaarheid van de constructie van een luchthaven, al dan niet enkel voor watervliegtuigen.

### Lokaal
Vervoer binnen Fakaofo gaat, afgezien van enkele bootjes en motorvoertuigen die de koraalpaden berijden, doorgaans te voet. Bij laagwater kan men van Fale naar Fenua Fala wandelen.

## Toerisme
Aangezien de enige hotels van Tokelau, het Falefa Resort en het Luana Liki Hotel, op Nukunonu gelegen zijn, moeten bezoekers op Fakaofo bij families thuis overnachten. Het is de gewoonte dat dit wordt aangevraagd bij het Tokelau Apia Liaison Office (TALO) te Apia (waar ten andere ook de tickets voor de ferry worden bekomen) of bij het bureau van de Raad der Ouderen. Dergelijke overnachtingen kosten doorgaans tussen 6 en 14 euro exclusief maaltijden.

### Bezienswaardigheden
- In de Fakafotu Falefono, oftewel ontmoetingsplaats, in het dorp Fakaofo staat een monument met een stuk koraal dat volgens de lokale bewoners bovennatuurlijke krachten bezit omdat het geassocieerd wordt met Tui Tokelau, een god in wiens naam Atafu en Nukunonu in de 18e eeuw vanuit Fakaofo werden veroverd.
- Nabij Mulifenua ligt het wrak van de Ai Sokula, een vrachtschip dat er in 1987 zonk.
- Heel bijzonder is de manier waarop de inwoners van Fakaofo aan varkensteelt doen: de varkens worden door plaatsgebrek gehouden in kooien of achter omheiningen in het water tussen Fenua Fala en Fale en voeden zich met onder meer schelpdieren die ze aldaar vinden.

## Onderwijs
Er is een school op Fenua Fala, de Tialeniu School. Meerdere malen per dag pendelt een schoolboot tussen Fenua Fala en Fale.

## Bekende personen uit Fakaofo
- Kolouei O'Brien, premier (2000-2001, 2003-2004 en 2006-2007)
- Falima Teao, premier (1997-1998)
- Foua Toloa, premier (2009-2010 en sinds 2011)